# 卡尔托
卡尔托（義大利語：Calto）是意大利威尼托大区罗维戈省的一个市镇，人口约743人（2015年）。